# 奧斯本·哈特
奧斯本·哈特（英語：Osborne Hart；1952年—），是美國的社會主義活動家。他在2016年美國總統選舉代表社會主義工人黨競逐副總統職務。此前他曾參與不同公職的選舉，包括2015年費城市長選舉。
哈特的父親是一個職業軍人，青年時曾遊歷不同地方。他在1960年代的非裔美國人民權運動開始涉足政治活動，也積極參與和社會主義古巴和其他政治運動有關的團結運動。